# Joanne (пісня)
«Joanne» — третій та фінальний сингл п'ятого студійного альбому американської поп-співачки Леді Ґаґи — «Joanne». Сингл вийшов 22 грудня 2017 в Італії та 26 січня 2018 у решті країнах світу.

## Список композицій
- Цифрове завантаження – альбомна версія[1]

1. "Joanne" – 3:16

- Цифрове завантаження – версія на піаніно[2]

1. "Joanne (Where Do You Think You're Goin'?)" [версія на піаніно] – 4:39

## Чарти
Тижневі чарти
| Чарт (2016-2018)                        | Позиція |
| --------------------------------------- | ------- |
| Канада Digital Songs (Billboard)        | 48      |
| Франція SNEP                            | 45      |
| Греція Billboard Greece                 | 82      |
| Угорщина Single Top 40                  | 10      |
| Шотландія Official Charts Company       | 58      |
| Іспанія Digital Songs PROMUSICAE        | 14      |
| Велика Британія Official Charts Company | 154     |
| США Digital Songs (Billboard)           | 50      |

## Історія релізів
| Країна | Дата           | Формат                 | Версія            | Лейбл                 | Виноски |
| ------ | -------------- | ---------------------- | ----------------- | --------------------- | ------- |
| Італія | 22 грудня 2017 | Contemporary hit radio | альбомна версія   | Universal Music Group | [ 3 ]   |
| Світ   | 26 січня 2018  | Цифрове завантаження   | версія на піаніно | Interscope Universal  | [ 2 ]   |